# Торбуков Сергій Миколайович
Торбуков Сергій Миколайович (25 червня 1957 — 3 липня 1980) — радянський український спортсмен та військовик, учасник Афганської війни. Посмертно нагороджений орденом Червоної зірки.

## Життєпис

Меморіальна дошка на будівлі Гімназії № 82

Народився 25 червня 1957 у Харкові в робітничій родині, за національністю росіянин, корінний харків'янин. У юнацтві займався боксом, був призером міських змагань у 1972 та 1973 роках. По закінченню школи поступив до Харківського інституту інженерів залізничного транспорту, який закінчив у 1979 зі спеціальністю інженер-механік.
Працював машиністом виправлювально-підбивально-обробної машини на залізничній станції Верхній Баскунчак в Ахтубінському районі Астраханської області. До Збройних сил СРСР був призваний 12 листопада 1979 року Комінтерновським РВК м. Харкова. З квітня 1980 року проходив службу в Афганістані.
В званні молодшого сержанта (за іншими даними єфрейтора) був командиром ввідділення 177-го мотострілецького полку 108-ї мотострілецької дивізії. Починаючи з липня 1980 року, його ввідділення допомагало урядовим частинам у боротьбі з повстанцями. Сергій Торбуков загинув у сутичці з останніми 3 липня 1980 року. Був похований у Харкові на восьмому міському кладовищі.

## Нагороди
- Орден Червоної Зірки (1 листопада 1989)

## Пам'ять
- Його ім'я викарбуване на одній з плит Меморіального комплексу пам'яті воїнів України, полеглих в Афганістані у Києві[3].
- Його ім'я викарбуване на одній з плит Меморіалу пам'яті воїнів-інтернаціоналістів у Харкові[4].
- 29 травня 2019 року була встановлена меморіальна дошка на фасаді будівлі Харківської гімназії № 82[5].